# Scriptkiddie
En scriptkiddie är ett nedsättande uttryck inom hackervärlden som avser en person som använder skript och program som utvecklats av andra i syfte att attackera datornätverk. Man antar i allmänhet att script kiddies är ungdomar som saknar kompetensen att skriva egna program, men som använder andras program i syfte att imponera på sina kompisar.